# Le Béage
Le Béage è un comune francese di 327 abitanti situato nel dipartimento dell'Ardèche della regione dell'Alvernia-Rodano-Alpi. Si trova sulla strada dipartimentale RD 122, tra il mont Gerbier de Jonc e il lago d'Issarlès.

## Società

### Evoluzione demografica
Abitanti censiti